# Кавкасионский тип
Кавкасионский антропологический тип (кавкасионский тип, кавкасионский антропологический комплекс, кавкасионская популяция, кавкасионская группа популяций, кавкасионский расовый тип, кавкасионская раса) — вариант европеоидной расы, распространённый на Северном Кавказе и Грузии. Название происходит от грузинского названия Кавказа — Кавкасиони.
Кавкасионский тип рассматривается как ветвь балкано-кавказской расы.

## Характерные признаки
Среди признаков, послуживших для выделения этого европеоидного антропологического варианта: массивное телосложение, высокий рост, большие размеры продольного и особенно поперечного диаметра головы, колоссальная ширина лица, сильно развитое надбровье, очень сильное развитие третичного волосяного покрова, тенденция к депигментации (прежде всего, посветлению глаз), ряд признаков лицевого отдела.

## Распространение
Кавкасионский антропологический тип характерен для: аварцев, балкарцев, бацбийцев, грузин, даргинцев, ингушей, карачаевцев, лакцев, лезгин, осетин, рутульцев, чеченцев.

## Происхождение
Относительно происхождения кавкасионского варианта было высказано две противоположные гипотезы — автохтонная (развитая в работах М. Г. Абдушелишвили, В. П. Алексеева и др.) и миграционная (предложенная Г. Ф. Дебецом).
Гипотезу длительного автохтонного развития — изоляции в условиях труднодоступного высокогорья подтверждает анализ палеоантропологических находок, сделанных в этих районах. В. П. Алексеев считал, что кавкасионская группа популяций сложилась на той же территории, которую она занимает и в настоящее время, в результате консервации антропологических особенностей древнейшего населения, восходящего, возможно, к эпохе неолита или верхнего палеолита и относившегося к палеоевропейскому типу европеоидной расы.
Комплекс близких черт характерен ещё для целого ряда популяций, проживающих в других высокогорных регионах. Среди них изолированные группы населения юга Европы (Албании, Черногории, Македонии). Вообще, ареал этого массивного, широколицего, с сильным выступанием носа населения простирается от Кавказа по всему горному поясу Европы, вплоть до Пиренеев. Первым, кто определил специфику этого антропологического варианта, был ещё И. Деникер. Сейчас установлено, что динарский тип, как назвали этот антропологический комплекс, восходит в своем происхождении как минимум к мезолитическому и ранненеолитическому населению Европы, для которого был весьма характерен. Благодаря автохтонному развитию в условиях изоляции, обусловленной географией и этническим фактором, черты этого древнего пласта сохранились до сих пор.